# Tenarunga
Tenarunga is een atol in de Actéon groep in het het zuidoostelijke deel van de Tuamotuarchipel, in Frans-Polynesië. Het eiland is onbewoond, maar in het noordoosten van het eiland staan een aantal huis. Dit wijst op vroegere en/of seizoensgebonden bewoning.

## Geografie

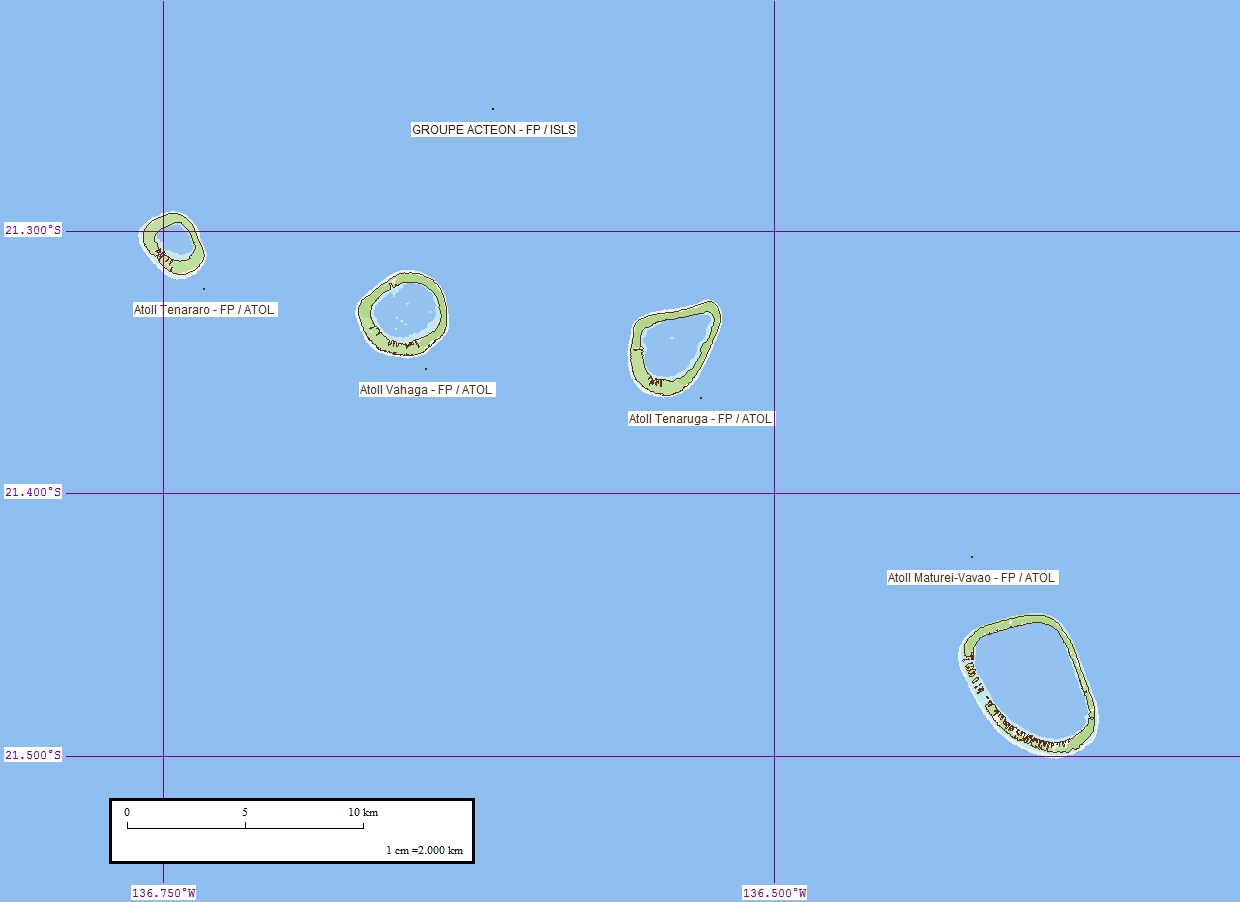
Tenarunga is het derde eiland van links.

Het atol is zo'n 4,5 km lang en 3,2 km breed. De lagune binnen het atol is niet bereikbaar per schip. De oppervlakte boven water bedraagt 2,3 km², de lagune heeft een oppervlakte van 5 km².
Administratief gezien behoort het atol tot de Îles Gambier.

## Fauna en flora
Het atol is een belangrijk habitat voor verschillende bedreigde diersoorten zoals de Tahitiaanse patrijsduif (Gallicolumba erythroptera), waarvan er naar schatting nog slechts 120 leven in het wild. Het atol herbergt ook de Tuamotujufferduif, de Aechmorhynchus parvirostris, de Zuidzeewulp, en de zeevogel soort Murphy's stormvogel. Het atol is een belangrijk habitat voor deze vogels omwille van het feit dat er geen geïntroduceerde zoogdieren leven.

## Geschiedenis
De eerste Europeaan die de Actéon groep ontdekte was Pedro Fernández de Quirós op 5 februari 1605. Hij beschreef de groep als "Vier eilanden gekroond met kokospalmen", en noemde de eilanden "Las Cuatro Coronadas". In 1833 werd de eerste niet dubbelzinnige melding gedaan door Kapitein Thomas Ebrill van een Tahitiaans vrachtschip, en hij noemde de groep Amphitrite, naar zijn eigen schip. In 1837 werd de naam Actéon definitief gekozen door kapitein Edward Russell, die de eilanden de naam gaf van zijn militair schip HMS Acteon.
Matureivavao · Tenararo · Tenarunga · Vahanga